# JAC J6
La JAC J6 (chiamata anche JAC Refine M2
e JAC Heyue RS) è un'autovettura prodotta dalla casa automobilistica cinese JAC Motors dal 2011 al 2018.

## Descrizione
La vettura è una monovolume compatta a 7 posti prodotto dalla JAC inizialmente con il nome JAC Heyue RS e in seguito come JAC Refine M2.
Sviluppato presso il JAC Motors Design Center di Torino in collaborazione con l'italiana Pininfarina, la versione per il mercato brasiliano era equipaggiato con un motore da 2 litri e una potenza di 136 CV e 187 Nm di coppia a 4000 giri/min. L'accelerazione nello 0 a 100 km/h è di 13,1 secondi mentre la velocità massima di 183 km/h. Il bagagliaio ha una capacità di carico con tutti i sedili in uso di 710 litri e può essere incrementato fino a 2200 litri ribaltando lo schienale dei sedili posteriori.